# ストレルチャ
座標: 北緯42度30分 東経24度19分 / 北緯42.500度 東経24.317度

ストレルチャ
Стрелчаストレルチャ ブルガリア内のストレルチャの位置

ストレルチャ（ブルガリア語: Стрѐлча / Strelcha）はブルガリア南西部の町、およびそれを中心とした基礎自治体。パザルジク州に属する。パナギュリシテから東に13キロメートル、パザルジク州の州都・パザルジクからは北に41キロメートルのところにある。スレドナ・ゴラ山脈（Sredna Gora）の南東の斜面の上にあり、美しい景観の谷が広がっている。
良好な気候条件に恵まれ、自然が豊富で湧水があり、また多くの歴史的・自然的景観が残されている。そのため、ストレルチャは年中を通じて温泉リゾートの地となっている。社会主義体制が崩壊した直後、町の観光産業は低迷したものの、その後の経済回復に伴って町の観光産業は復興が進んでいる。

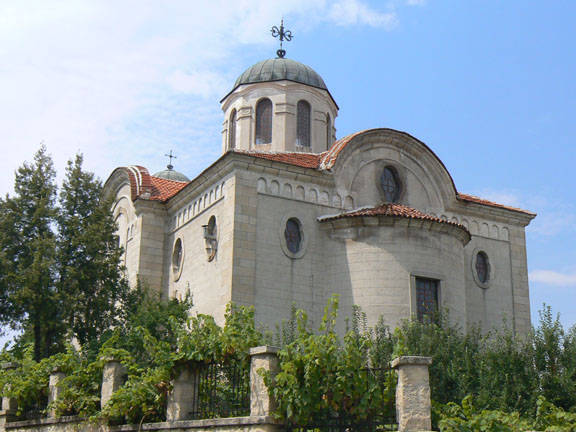
ストレルチャの聖大天使ミハイル聖堂。

町の中核的な歴史的建造物は、ブルガリア正教会の聖大天使ミハイル聖堂で、これは1876年の4月蜂起で死亡したストレルチャの市民に捧げられたものである。この犠牲者たちの名は聖堂の両側に刻まれている。また、町の中央の広場で音楽を奏でる噴水も訪問者たちの目を楽しませる。
ストレルチャのバラ園は3平方キロメートルにおよび、ブルガリアでも最大規模のローズ・オイルの産地のひとつである。質の高いローズ・オイルが、ストレルチャ自治体の域内で産出されている。バラのほかにも、1990年代から2000年代にかけて、ストレルチャでは最上級のエッセンシャル・オイルをつくるラベンダーの栽培に成功している。

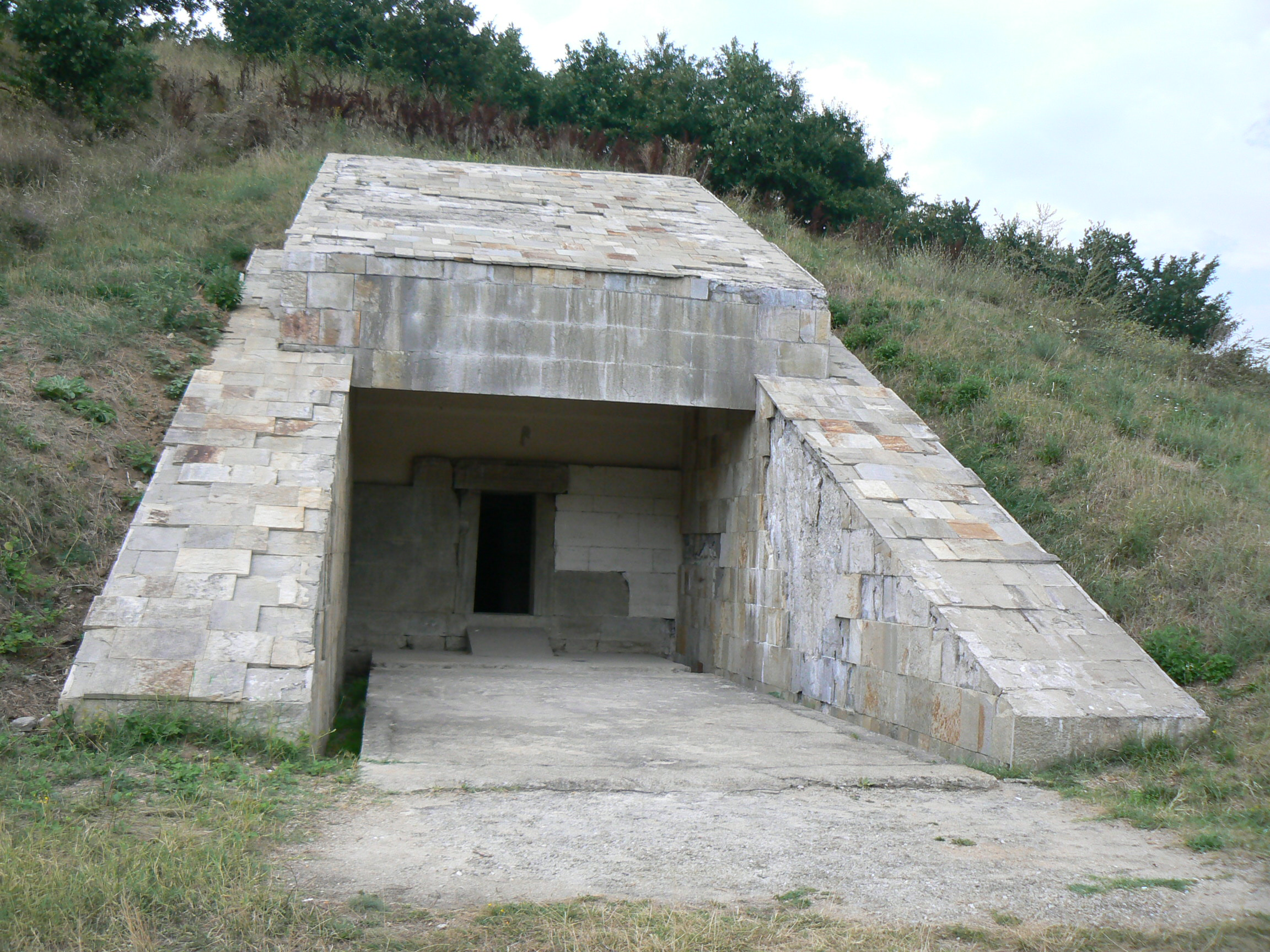
ストレルチャ近くのトラキア人の墳墓

ストレルチャの町を出て、コプリフシティツァへと続く道路を行くと、壮大な奇岩の景色に遭遇する。ストレルチャから南東に3キロメートルのところには、ジャバ・モギラ（Жаба могила / Zhaba Mogila、『カエル墳丘』）と呼ばれる墳丘があり、その中は古代トラキア人の聖堂であった。墳丘はブルガリアでも最大級のものであり、その高さは20メートルを超え、その直径は80-90メートル程度である。2つの小室とファサードは、鉄で結合され鉛で覆われた大きな石のブロックで築かれている。その中で最大のブロックは2.6メートル×0.6メートルの大きさである。75メートルのトンネルが墳丘の地下に掘られており、ここを博物館とする計画がある。2つめの石の構造物が墳丘の北西部に見つかり、ここは聖域であったと考えられる。墳丘は全部で3つの空間から成り、全部で25平方キロメートルの面積を持っている。
ストレルチャから2.5キロメートル南には、ストレルチャ要塞（Kaleto）の跡が残されている。要塞は紀元後9世紀から10世紀ごろのものと考えられている。要塞はルダ・ヤナ川（Луда Яна / Luda Yana）の右岸の、独立した丘の上に築かれている。要塞の壁は、長さ140メートル、幅50-60メートルの長方形の形に広がっている。加えて、ストレルチャの南から南東にかけてはこのほかにも複数の要塞跡が残されている。

## 町村
ストレルチャ基礎自治体（Община Стрелча）には、その中心であるストレルチャをはじめ、以下の町村（集落）が存在している。
- Блатница
- Дюлево
- Свобода

- Смилец
- Стрелча